# Gaurax forficularis
Gaurax forficularis är en tvåvingeart som beskrevs av Kanmiya 1983. Gaurax forficularis ingår i släktet Gaurax och familjen fritflugor. Inga underarter finns listade i Catalogue of Life.